# Dytiscus dauricus
Dytiscus dauricus är en skalbaggsart som beskrevs av Friedrich-August von Gebler 1832. Dytiscus dauricus ingår i släktet Dytiscus och familjen dykare.

## Underarter
Arten delas in i följande underarter:
- D. d. dauricus
- D. d. zaitzevi